# Hangok háza
A Hangok háza magyar televíziós stop-motion film, amelyet 2015. január 2-án az M2-n mutattak be.

## Ismertető
A főhős Sára, aki egy 9 éves kislány, és Budapest belvárosában lakik egy bérházban. A város központban sosincs csend, mindig nagy a zaj. Egyszer egy szép napon új lakók költöznek oda. Sárát nagyon érdekli az egyik új lakó, aki egy kisfiú, a neve Balázs, és egy különös, zárt világban él. Nem akar senkivel sem szóba állni, és nem tűri a ház minden napi zajait. Sára elhatározza, hogy a barátaival megpróbál segíteni rajta, és sikerül is nekik.